# Sidi Baizid
Sidi Baizid (în arabă سيدي بايزيد) este o comună din provincia Djelfa, Algeria.
Populația comunei este de 7.933 de locuitori (2008).